# Bryant Butler Brooks
Bryant Butler Brooks (Bernardston, 5 febbraio 1861 – Casper, 8 dicembre 1944) è stato un politico e banchiere statunitense che fu il settimo governatore del Wyoming, dal 2 gennaio 1905 al 2 gennaio 1911. Da parte di sua madre, era un discendente di John Ellis, un membro dell'equipaggio della nave puritana Mayflower. Da parte di suo padre, era un discendente di Thomas Bascom, un fondatore di Windsor, Connecticut, che lo rese imparentato attraverso le linee di sangue della famiglia Bascom con l'uomo di montagna e cacciatore di pellicce Jedediah Smith, l'artista western Frederic Remington e il famoso cowboy da rodeo Earl Bascom.

## Biografia
Nacque a Bernardston, Massachusetts, il 5 febbraio 1861, figlio di Silas Newton Brooks e Melissa Minerva Burrows. Quando nel 1871 vi fu il devastante incendio di Chicago, la famiglia Brooks si trasferì a Chicago, nell'Illinois, dove il padre ampliò la sua attività di produzione di serrature di sicurezza, sfruttando la domanda di serrature per la ricostruzione della città.
Dopo aver frequentato le scuole pubbliche e la facoltà di commercio egli si diresse verso ovest ad Alexandria, nel Nebraska, per lavorare in un ranch e in una fattoria di proprietà del cugino di suo padre, il giudice L.D. Willard.
Nella primavera del 1880, lasciò Alexandria, prendendo un treno per Cheyenne, nel Wyoming, dove si unì a una squadra di cowboy. Radunarono il bestiame in Idaho lungo lo Snake River e lo seguirono fino alle pianure del Wyoming. Dopo il raduno e la risalita del bestiame, tornò a casa dei suoi genitori a Chicago per seguire un breve corso di analisi e metallurgia.
Nel 1881, tornò nel Wyoming dove si dedicò alla caccia e alla cattura di castori lungo il fiume Big Muddy. Al Big Muddy, barattò sei trappole per castori e un sacco di farina per una vecchia capanna di tronchi con tetto in zolle erbose da un cacciatore. Fu così che iniziò la sua attività di allevamento. Con il sostegno finanziario di suo padre, 80 capi di bestiame furono spediti in treno dal Wisconsin e trasportati al ranch. Il suo marchio registrato per il bestiame era V Bar V.
Nel 1883 la capanna di una stanza del cacciatore di pellicce fu sostituita da una moderna casa colonica. L'11 marzo 1886 sposò ad Alexandria, dove lei lavorava come insegnante e viveva con i genitori, il giudice Lockhart Dickman Willard e Olive Hester Clark, la cugina di secondo grado Mary Naomi Willard.
Dedicatosi alla politica fu nominato in una commissione di tre membri per organizzare la contea di Natrona e ricoprì la carica di Commissario della contea dal 1891 al 1892. Attivo nel Partito Repubblicano fu eletto nella seconda legislatura dello Stato del Wyoming nel 1892. Partecipò a diverse convention nazionali repubblicane come delegato ((1896, 1904 e 1908) e fu scelto come elettore presidenziale nel 1900.
Prese il posto di Fenimore Chatterton come governatore del Wyoming nel 1905 e fu rieletto nel 1907. Fu il primo governatore a vivere nella Wyoming Governor's Mansion a Cheyenne, completata nel 1904. In società con il fratello e il padre, sotto il nome di BB Brooks and Co., fondò il Brooks Ranch a nord di Casper, composto da oltre 42.000 acri, con ancora più terreni edificabili a sud-est di Casper.
Fu presidente della Wyoming National Bank a Casper. Divenne presidente della Consolidated Royal Oil Company di Casper e della Grass Creek Oil and Gas Company. Aveva anche interessi in altre compagnie petrolifere e fu presidente della Rocky Mountain Oil and Gas Association per molti anni. In questo ruolo, si oppose ai piani federali di sospendere il rilascio di permessi per l'esplorazione petrolifera sul demanio pubblico nel 1929 e negli anni trenta sostenne un oleodotto tra Fort Laramie e Salt Lake City. La linea fu infine costruita nonostante le proteste delle organizzazioni sindacali del Wyoming, che temevano che la linea avrebbe avuto un impatto negativo sui dipendenti delle ferrovie e sui lavoratori nei settori correlati. Lavorò anche per preservare la memoria storica del Wyoming come presidente della Wyoming Historical Landmarks Commission. Aveva un interesse speciale nel preservare le informazioni sull'Oregon Trail e nel contrassegnarne la posizione.  Brooks era anche un massone di 33° grado.
Morì a Casper l'8 dicembre 1944 e fu sepolto nell'Highland Cemetery. Gli sopravvissero la moglie Mary e i loro cinque figli, quattro femmine e un maschio: Jeanie, Abby, Lena, Melissa e Silas.
Le sue memorie furono pubblicate nel 1939 con il titolo: Memoirs of Bryant B. Brooks: Cowboy, Trapper, Lumberman, Stockman, Oilman, Banker, and Governor of Wyoming. Il suo ritratto ufficiale fu dipinto dall'artista Michele Rushworth ed è esposto nel Campidoglio dello Stato a Cheyenne, Wyoming.
Nel 2018, Bryant Brooks, sua moglie Mary, la loro figlia Lena e suo marito Mike McCleary con il loro figlio "Cactus" Bryant Bascom McCleary sono stati tutti inseriti postumi nella Wyoming Cowboy Hall of Fame, in onore dei loro molti anni di allevamento.

### Annotazioni
1. ↑  La nonna paterna di Bryant, Mary Amelia Bascom, e la nonna paterna di Mary Willard, Emirancy Climena Bascom, erano sorelle e figlie di Moses Bascom di Bascom Hollow, Massachusetts.
2. ↑  Chatterton sostituiva ad intermim, in quanto Segretario di Stato, il precedente governatore DeForest Richards deceduto nell'adempimento del suo mandato.

### Fonti
1. 1 2 3 4 5  Wyoming State Archives.
2. 1 2 3 4  Politicalgraveyard.
3. 1 2 3 4 5 6 7 8 9 10 11 12 13 14 15 16 17  Wyoming State Archives.
4. 1 2  Findagrave.
5. 1 2  Wyoming State Park.
6. ↑  Tri-State Livestock News.